# The Ancient Mariner
The Ancient Mariner er en amerikansk stumfilm fra 1925 instrueret af Chester Bennett og Henry Otto.

## Medvirkende
- Clara Bow som Doris
- Leslie Fenton som Joe Barlow
- Nigel De Brulier som Skipper
- Earle Williams som Victor Brandt
- Gladys Brockwell
- Robert Klein
- Paul Panzer